# Боршт (Брежице)
Боршт (словен. Boršt) је насељено место у општини Брежице, Посавска регија, Словенија.

## Историја
До територијалне реорганизације у Словенији био је у саставу старе општине Брежице.

## Становништво
У попису становништва из 2011. године, Боршт је имао 151 становника.
| Број становника према пописима | Број становника према пописима | Број становника према пописима |
| ------------------------------ | ------------------------------ | ------------------------------ |
| 1991                           | 2002                           | 2011                           |
| 140                            | 131                            | 151                            |